# NGC 4299
NGC 4299 é uma galáxia espiral barrada (SBd) localizada na direcção da constelação de Virgo. Possui uma declinação de +11° 30' 05" e uma ascensão recta de 12 horas, 21 minutos e 40,5 segundos.
A galáxia NGC 4299 foi descoberta em 15 de Março de 1784 por William Herschel.